# John M. Ashbrook

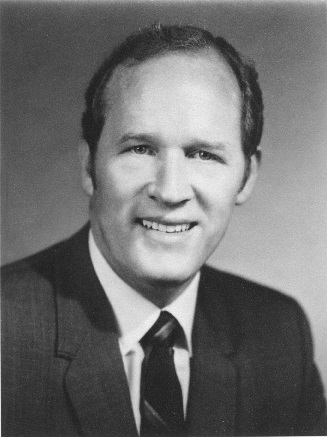
John M. Ashbrook

John Milan Ashbrook (* 21. September 1928 in Johnstown, Licking County, Ohio; † 24. April 1982 ebenda) war ein US-amerikanischer Politiker. Zwischen 1961 und 1982 vertrat er den Bundesstaat Ohio im US-Repräsentantenhaus.

## Leben
John Ashbrook war der Sohn des Kongressabgeordneten William A. Ashbrook (1867–1940) und Ehemann von Jean Spencer Ashbrook, die 1982 seine Nachfolgerin im Repräsentantenhaus werden sollte. Er besuchte bis 1946 die Johnstown High School und diente danach von 1946 bis 1948 in der US Navy. Während dieser Zeit bekleidete er in den Jahren 1946 und 1947 die Byrd-Antarktis-Expedition. Im Jahr 1952 absolvierte er die Harvard University. Nach einem Jurastudium an der Ohio State University in Columbus und seiner 1955 erfolgten Zulassung als Rechtsanwalt begann er in Johnstown in diesem Beruf zu arbeiten. In dieser Stadt gab er auch eine Wochenzeitung heraus. Im Unterschied zu seinem Vater, der Mitglied der Demokratischen Partei war, schloss er sich den Republikanern an. Zwischen 1957 und 1961 saß er als Abgeordneter im Repräsentantenhaus von Ohio. Von 1957 bis 1959 war er Bundesvorsitzender der Young Republican Clubs.
Bei den Kongresswahlen des Jahres 1960 wurde Ashbrook im 17. Wahlbezirk von Ohio in das US-Repräsentantenhaus in Washington, D.C. gewählt, wo er am 3. Januar 1961 die Nachfolge von Robert W. Levering antrat. Nach zehn Wiederwahlen konnte er bis zu seinem Tod am 24. April 1982 im Kongress verbleiben. In diese Zeit fielen unter anderem der Vietnamkrieg, die Bürgerrechtsbewegung und im Jahr 1974 die Watergate-Affäre. Ashbrook galt als konservativer Abgeordneter. Bei den Präsidentschaftswahlen des Jahres 1972 trat er in einigen Staaten in den Vorwahlen seiner Partei gegen Amtsinhaber Richard Nixon an. Allerdings erzielte er nur Wahlergebnisse um die 10 Prozent. Als die Watergate-Affäre und die Verwicklung von Präsident Nixon bekannt wurden, forderte Ashbrook als erster republikanischer Kongressabgeordneter dessen Rücktritt.
Im Jahr 1982 gab John Ashbrook bekannt, sich um einen Sitz im US-Senat bewerben zu wollen. Dazu sollte es aber nicht mehr kommen. Er starb völlig überraschend an einem Magenleiden.